# Yoichi Mori
Yoichi Mori (森 陽一 Mori Yoichi?), född 1 augusti 1980 i Ehime prefektur, är en japansk före detta fotbollsspelare.
Mori började sin karriär 1999 i Yokohama F. Marinos. 2001 blev han utlånad till Mito HollyHock. 2003 flyttade han till Gunma FC Horikoshi (Arte Takasaki). Efter Arte Takasaki spelade han för Banditonce Kobe och Zweigen Kanazawa. Han avslutade karriären 2008.